# Veni Sancte Spiritus

Ex Libris van Jean Guiraud (1866-1953)

Veni Sancte Spiritus (Latijn voor: Kom Heilige Geest) is een sequens voor de rooms-katholieke mis met Pinksteren. Na de Alleluia-tussenzangen wordt deze sequens (ook wel 'sequentie' of 'sequentia') gezongen, waarna de lezing van het evangelie volgt. De tekst van de sequens uit ± 1200 wordt toegeschreven aan de Engelse kardinaal Stephen Langton; anderen houden paus Innocentius III voor de auteur.
De Pinkstersequens is een van de vijf sequenties die het Concilie van Trente heeft bewaard uit de talloze die toen allemaal zijn afgeschaft. Typerend voor het gregoriaans is dat de melodie niet zoals bij de hymne voor elk couplet hetzelfde is maar juist verschilt. In het geval van het Veni Sancte Spiritus volgen de tien coupletten het schema A-A-B-B-C-C-D-D-E-E. Er zijn talloze polyfone zettingen bekend, m.n. uit de Renaissance, o.a. van Adriaen Willaert, Orlando di Lasso, Heinrich Schütz. Ook latere componisten hebben  deze tekst getoonzet voor koor en orkest. In populariteit kan deze sequens echter niet op tegen twee andere: het Dies Irae uit de dodenmis en het Stabat Mater van Maria onder het kruis.

## Liedtekst
| Origineel | Nederlandse vertaling | Vrije parafrase Huub Oosterhuis |
| --- | --- | --- |
| Veni, Sancte Spiritus, et emitte caelitus lucis tuae radium. Veni, pater pauperum, veni, dator munerum veni, lumen cordium. Consolator optime, dulcis hospes animae, dulce refrigerium. In labore requies, in aestu temperies in fletu solatium. O lux beatissima, reple cordis intima tuorum fidelium. Sine tuo numine, nihil est in homine, nihil est innoxium. Lava quod est sordidum, riga quod est aridum, sana quod est saucium. Flecte quod est rigidum, fove quod est frigidum, rege quod est devium. Da tuis fidelibus, in te confidentibus, sacrum septenarium. Da virtutis meritum, da salutis exitum, da perenne gaudium, Amen, Alleluia. | Kom, Heilige Geest, zend uit uw hemel l een straal van uw licht Kom, vader van de armen, kom, gever van geschenken, kom, licht van het hart. Allerbeste trooster, zachte gastheer van de ziel, zoete vertroosting. Bij het werk geeft gij rust bij hitte verfrissing bij verdriet troost. O, allergelukzaligst licht, vul het binnenste van het hart van uw gelovigen. Zonder uw godelijke macht, is er niets in de mens, is er niets onschuldigs. Reinig wat vuil is, bevochtig wat droog is, genees wat gewond is. Maak soepel wat stroef is, verwarm wat koud is, breng terecht wat afgeweken is. Schenk aan uw gelovigen, die op u vertrouwen, de heilige zevenvoudige gave . Beloon de deugd, Schenk een zalig uiteinde, en eeuwige vreugde. Amen. Halleluja. | Hierheen, Adem, steek mij aan stuur mij uit jouw verste verten golven licht. Welkom armeluisvader, welkom opperschenker, welkom hartenjager. Beste tranendroger, liefste zielsbewoner, mijn vriend, mijn schaduw. Even rusten voor tobbers en zwoegers, voor krampachtigen een verademing, ben je. Onmogelijk mooi licht, overstroom de afgrond van mijn hart, jou zo vertrouwd. God ben jij, zonder jou is alles nacht en ontij, wreedheid, schuld, maar jij maakt schoon. Verflenst mijn bloem - geef water zalf mijn wonden. Stijf sta ik, toegang verboden, ijzig. Ontdooi mij, koester mij. Vreemd ga ik, zoek mij. Ik zeg: ja, jij, doe nee. Vergeld mijn twijfel met vriendschap zevenmaal duizendmaal. Niets ben ik zonder jou. Dood wil ik naar jou toe. Dan zal ik lachen. |